# Duński system hipoteczny
Duński system hipoteczny – model kredytowania hipotecznego wprowadzony w Danii bazujący na emisji hipotecznych listów zastawnych. 98% kredytów hipotecznych w Danii jest zsekurytyzowanych w postaci hipotecznych listów zastawnych (ang. Mortgage Covered Bonds) i sprzedawanych przez wystawców.
Duński rynek kredytowy zajmuje drugie po Holandii miejsce w Europie pod względem kapitalizacji (blisko 70% krajowego narodowego brutto, dane na koniec 2000 r.). Rynek hipotecznych papierów dłużnych zajmuje drugie po Niemczech miejsce w Europie.

## Mechanizm
Kredytodawcy muszą przestrzegać reguł "bilansu" i "pokrycia" poprzez dopasowanie charakterystyki przepływu środków pieniężnych (ang. cash-flow) do struktury własnych aktywów i pasywów. Przepływ środków z hipotek, powinien odpowiadać przepływowi środków z emisji papierów. Instytucja kredytowa (bank hipoteczny) dopasowuje ryzyko stopy procentowej i ryzyko wcześniejszej spłaty kredytu emitując zabezpieczone hipoteką papiery dłużne wyposażone w tzw. opcję doręczenia.
Z jednej strony więc, bank hipoteczny pożycza kredytobiorcom, a z drugiej sprzedaje inwestorom papiery dłużne. Emitowane papiery dłużne mają nieco niższą rentowność niż udzielane kredyty. Ich okres zapadalności równy jest okresowi spłaty kredytu, a kupony odsetkowe wypłacane są w tym samym czasie, w którym kredytobiorca spłaca raty.
Mechanizm pozwala na zamianę niepłynnego kredytu hipotecznego na płynny, zbywalny papier wartościowy.

## Regulacje prawne
Rynek kredytów hipotecznych w Danii jest nadzorowany poprzez podległą Ministerstwu Finansów Duńską Agencję Nadzoru Finansowego (duń. Finanstilsynet, ang. Danish Financial Supervisory Authority, DFSA).
Banki hipoteczne w Danii mogą według prawa zajmować się tylko udzielaniem pożyczek hipotecznych. Wszystkie inne formy działalności, takie jak: bankowość, ubezpieczenia, zarządzanie aktywami muszą być wykonywane przez spółki zależne (ang. subsidiaries). Prawo zobowiązuje banki do finansowania pożyczek hipotecznych tylko poprzez emisję papierów dłużnych (i na odwrót: papiery mogą być emitowane tylko w celu finansowania pożyczek).
Regulacje nakładają na banki obowiązek przestrzegania reguły "bilansu", która to, praktycznie nie zmieniona od 1850 roku, stanowi kręgosłup duńskiego systemu kredytów hipotecznych eliminując ryzyka płynności, stopy procentowej, walutowe, dojrzałości oraz wcześniejszej spłaty a pozostawiając jedynie ograniczone ryzyko kredytowe.
- Ryzyko stóp procentowych może wynosić najwyżej 1% bazy kapitałowej i jest wyliczane jako najgorszy z sześciu określonych scenariuszy.
- Ryzyko walutowe może wynosić najwyżej 0,1% bazy kapitałowej licząc metodą wartości zagrożonej (ang. VaR, Value-at-risk).

Drugą fundamentalną zasadą jest zasada pierwszeństwa w ściąganiu wierzytelności dla posiadaczy hipotecznych listów (inwestorów), w przypadku utraty płynności banku hipotecznego.
Prawo duńskie daje wierzycielom duże możliwości w zakresie ściągania wierzytelności w przypadku bankructwa osoby prywatnej zarówno pod względem mniejszych ograniczeń prawnych jak i czasu na dochodzenie praw. Proces zmiany właściciela zadłużonej nieruchomości wynosi mniej niż sześć miesięcy; dla porównania we Francji trwa on kilka lat.

## Cechy charakterystyczne
- Opcja doręczenia (ang. delivery option, callable option) – przenosząca ryzyko stopy procentowej oraz wcześniejszej spłaty kredytu na inwestorów (nabywców papieru dłużnego). Pozwala ona kredytobiorcy na wcześniejszą spłatę kredytu bez dodatkowych dopłat po wartości rynkowej poprzez wykupienie własnych papierów na rynku i dostarczenie ich do instytucji kredytowej.
- Wystawcy udzielają kredytów bazując na stopach rynkowych, z uwzględnieniem zabezpieczenia kredytu, ale bez różnicowania stóp ze względu na ryzyko kredytowe pożyczających. Pożyczający nie jest poddawany bardzo drobiazgowej analizie wiarygodności kredytowej. Pożyczka jest bazowana bardziej na wartości nieruchomości, niż na pożyczającym.
- Sprzedaż nieruchomości obciążonej długiem w celu jego spłaty (ang. Foreclosure) – Inwestorzy, którzy kupili listy zastawne są zabezpieczeni przed ryzykiem bankructwa pożyczkobiorcy poprzez szybkie procedury sprzedaży zadłużonej nieruchomości.
- Koszty – zwolennicy duńskiego systemu twierdzą, że jest on bardziej oszczędny i efektywny, niż inne systemy, z kosztami ok. 0,5% oprocentowania na kredytach (w USA koszty sięgają 1,25%-1,5%).

Ograniczenia kredytowe pozwalają udzielać kredytów na 80% wartości nieruchomości (ang. Loan-To-Value, LTV) zamieszkiwanej na co dzień oraz na 60% nieruchomości wykorzystywanej jako dom letni lub komercyjnie.

## Historia
Konstytucja duńska z 1848 r. zagwarantowała wolność stowarzyszeń, co doprowadziło do powstawania wielu banków oszczędnościowych, towarzystw ubezpieczeń wzajemnych i stowarzyszeń kredytowych. Rozwój bankowości hipotecznej stymulowało dodatkowo duże zapotrzebowanie na kredyty zgłaszane przez rolników, którzy wykupywali ziemię od arystokracji. Rolnicy ci przeważnie nie mieli dużych oszczędności i żadnej historii kredytowej w przeszłości, a jednocześnie ich wypłacalność była zależna od czynników losowych (zbiory). Rozwiązaniem okazały się papiery zabezpieczone hipotecznie oraz możliwość szybkiego dochodzenia praw do zadłużonej nieruchomości.
System okazał się odporny na szoki i kryzysy finansowe przez wiele lat.

## Kontrowersje
Twierdzi się, że wprowadzenie systemu duńskiego w innych krajach jest trudne, gdyż zmniejszyłoby to marże instytucji kredytowych. "Nie wierzę, że inni europejscy kredytodawcy chcieliby być tak ściśle regulowani lub tak ograniczeni w zakresie podejmowania ryzyka, jak ograniczone są duńskie instytucje kredytowe. Przykładowo reguła pokrycia wymaga od instytucji informowania inwestorów o wszystkich ryzykach stopy procentowej, znacznego źródła przychodów i zysków dla wszystkich kredytodawców hipotecznych" (Hans-Joachim Dübel).